# 村瀬みなと
村瀬 みなと（むらせ みなと、1994年4月3日 - ）は、日本のミュージシャンである。
ヘンリーヘンリーズを解散後、2017年4月からソロプロジェクト ハイエナカーを始動させた。
サポートメンバーによるバンド形態による活動と共に、村瀬みなとの弾き語りによる「ひとりハイエナカー」、白井岬と二人構成で「ふたりハイエナカー」名義の活動も行っている。

## 略歴
2009年に結成された日本のロックバンドヘンリーヘンリーズのVo/Gtとして活動。アルバムを三枚リリースする。
2017年にバンド解散後、ソロプロジェクト「ハイエナカー」として活動している。

## サポートミュージシャン

### 現在のサポートメンバー
- 長島アキト(ながしまあきと、ベース) ex.本棚のモヨコ
- 白井岬（しらいみさき、ギター)THE だいじょぶズ
- フカイショウタロウ(ふかいしょうたろう、ドラム)からくりごっこ

### 元サポートメンバー
- 柴田淳(しばたじゅん、ベース)Virgin Crab Band
- 吉良草太郎(きらそうたろう、ベース)トネリコ
- 鈴木たけし（すずきたけし、ギター) AGU [2]
- 功刀源（くぬぎみなと、ギター)エルモア・スコッティーズ
- 岩方ロクロー(いわかたろくろう、ドラム)NITRODAY/エルモア・スコッティーズ/betcover!!

## ディスコグラフィー

### ミニアルバム
- hearbeatsongs
- 愛について考えてたら天使にぶん殴られた件について

### シングル(無料配布・配信)
- メトロポリタン東京で
- ストライク
- 夏になる
- 水色の船[3]
- ブルーベリーアイスクリーム
- stay yeah! 嫌い！嫌い！

### シングル
- 私のキミになるまで/イロトリドリ[4]

### アルバム
- まだ僕じゃないぼくの為の青

## ライブ

### ワンマンライブ・主催イベント
2021年
4月3日 ハイエナカー presents.『バスルームで髪をきりすぎた事も忘れてしまう夜』
5月17日 MIDNIGHT 新宿Marble【無観客配信ライブ】Marble 17th ANNIVERSARY「MIDNIGHT MARBLE LIVE STREAMING-ハイエナカーワンマン-」START 21:30(ツイキャス配信)アーカイブは2週間(～5/31 23:59)
2022年
2月3日 ハイエナカー 1st Full Album Release Tour 「No plan the Long run Tour」ミニワンマンライブ『(続)バスルームで髪をきりすぎた事も忘れてしまう夜』@池下 CLUB UPSET(愛知)　
2月4日 ハイエナカー 1st Full Album Release Tour 「No plan the Long run Tour」@心斎橋 Pangea(大阪)　出演: ハイエナカー, ムステインズ
, ムノーノモーゼス, The Papaya Collections
3月11日 ハイエナカー 1st Full Album Release Tour 「No plan the Long run Tour - Final -」@下北沢MOSAiC (東京)　出演: ハイエナカー, Os Ossos, paionia
4月4日 ハイエナカーpresents.『天使からのボディブロー』@下北沢 SHELTER(東京)　出演: ハイエナカー(セットリスト), WALTZMORE, こっけ（3ピース）

### 出演フェス・イベント
2017年
5月24日 THE WORDS TOWN WEDNESDAY♯5～言葉の街からこんばんわ～@テラステーブル(神田錦町テラススクエア２F )。出演:村上紗由里 / ハイエナカー / エルモア･スコッティーズ and more
8月5日 富ヶ谷Little Nap COFFEE『居酒屋 街角キャッツ』。出演:うつみようこ、ハイエナカー(弾き語り)、ゲスト:武田カオリ+街角キャッツ女将+FRIENDS、居酒屋 街角キャッツ(坂田かよ& Sue )
8月23日 THE WORDS TOWN WEDNESDAY＃8 ～Summer of Words Beat～@テラステーブル(神田錦町テラススクエア２F )。出演:井上富雄with 尾上サトシ/sugar’N’spice/ハイエナカー/山﨑彩音
10月25日 THE WORDS TOWN WEDNESDAY＃10～Boy Meets Girl From Far East Song Writers～@テラステーブル(神田錦町テラススクエア２F )。出演:GOOD BYE APRIL/しなまゆ/ハイエナカー with Special Guest:CHOCCO(from 北京)/イシタミ(ariel makes gloomy)。
2019年
12月6日 『ヒッピハッピアコースティックシェイク』@新宿レッドクロス【出演】カリンチョ落書き/ひとりハイエナカー/トミー(the Hangovers) /桃野陽介(弾き語り)
2021年
5月14日 GOOD DAY@下北沢LIVEHOLIC 出演: ハイエナカー / がつぽんず / daisansei / ワタナベタカシ / Port Town FM
5月19日 Family Tree@新宿レッドクロス 出演: 小池神一 / カリンチョ落書き / 荒井清弥 / ハイエナカー
6月12日 SonoSheet SENTIMENTAREMEMBER TOUR@名古屋Live House SAKAE R.A.D  出演: ステープラー/BEAKS/ハイエナカー/喧騒ぐ
6月14日 風の時代【下北沢周遊型イベント】@下北沢MOSAiC
9月17日　「岬生誕祭 vol.3」閃光のミサウェイ@下北沢ろくでもない夜　出演: 荒井清弥,がつぽんず,ティンペンッツ,ハイエナカー,THE だいじょうぶズ
10月9日 拝啓、ライブハウスに来れない君へ vol.4@新宿Marble pre.無観客配信ツーマン 出演: ダグアウトカヌー, ハイエナカー
2022年
2月26日(木) - いま。フェス@吉祥寺Planet K&シルバーエレファント、出演(シルバーエレファント): 奇奇愛愛, ハイエナカー, 合田口洸, ねがえり。, MUSHS, シャンプーズ
4月21日(木) - 吉祥寺WARP presents「Air」出演: mother, NITRODAY, ハイエナカー
5月19日(木) - “ゴガツハズカム0519”「東京は地上に星がある。」Vol. 2@下北沢THREE 出演 : SPRINGMAN、ハイエナカー、宇宙団、メレ、DJ こうのいけはるか(WALTZMORE)、DJ ティンカーベル初野